# Horst Christopeit
Horst Christopeit (* 15. August 1939) ist ein ehemaliger deutscher Fußballspieler, der als Kapitän des VfL Bochum im Jahre 1968 in das DFB-Pokalfinale einzog. Er ist seit 1976 Unternehmer (Christopeit Sport) in Hattingen und war von 2002 bis 2010 Mitglied im Aufsichtsrat des VfL Bochum.

## Karriere
Horst Christopeit wechselte 1957 aus der Jugend der SSVg 09/12 Heiligenhaus zu Schwarz-Weiß Essen. Am Uhlenkrug blieb Christopeit nur die Rolle des Ersatztorwarts hinter Hermann Merchel, ehe er beim SSV Hagen seine Karriere fortsetzte. Der VfL Bochum belegte in der Saison 1962/63 in der 2. Liga West lediglich den 14. Rang und wurde somit nicht für die Runde 1963/64 in die neue Regionalliga West eingereiht. Präsident Ottokar Wüst verpflichtete zur Runde 1963/64 der Verbandsliga Westfalen als neuen Trainer Hubert Schieth. Schieth brachte von seinem bisherigen Verein SSV Hagen Josef Schoppen und Horst Christopeit mit.
In der ersten Saison in der Verbandsliga Westfalen, Gruppe 2 belegte der VfL Bochum mit Torhüter Christopeit hinter Meister Dortmunder SC 95 den zweiten Platz. In der zweiten Runde errangen die Mannschaft um Spielführer Horst Christopeit souverän die Meisterschaft vor dem Lüner SV. In den folgenden Spielen um die Westfalenmeisterschaft gegen die SpVgg Erkenschwick ging es auch um den Aufstieg in die Regionalliga West. Die Entscheidung brachte auch nicht das dritte Spiel in Recklinghausen, es endete 1:1 nach Verlängerung, der Aufstieg wurde durch Losentscheid (Wurf einer Münze) für den VfL Bochum entschieden. Am 2. Mai 1965 debütierte der VfL-Torhüter beim Länderspiel in Heilbronn gegen Italien in der deutschen Fußballnationalmannschaft der Amateure.
Das erste Spiel in der Regionalliga West bestritt der Torhüter am 15. August 1965 beim Saisonstart der Serie 1965/66. Bochum gewann mit 1:0 beim VfB Bottrop. Am Rundenende landete der Aufsteiger auf dem 12. Platz. Bereits im zweiten Regionalliga-Jahr mischte Bochum in der Tabellenspitze mit. Im entscheidenden Spiel am 9. April 1967 im heimischen Stadion gegen Alemannia Aachen kugelte sich Christopeit den Arm aus und Stopper Dieter „Ötsch“ Vogel musste den Kapitän im Tor ersetzen. In der 78. Minute entschied Josef Martinelli mit einem verwandelten Foulelfmeter das Spiel vor 30.000 Zuschauern mit 1:0 für Aachen und Bochum fiel auf den vierten Rang zurück. Zur Runde 1967/68 kam mit dem Ex-Schalker Hermann Eppenhoff ein neuer Trainer nach Bochum. In der Regionalliga brachte dies nicht sofort den erhofften Erfolg, der VfL belegte Rang fünf.
Im Pokal dagegen starteten die Mannen um Kapitän und Torhüter Christopeit durch: Im westdeutschen Pokal qualifizierte man sich am 25. November 1967 durch einen 2:1-Heimsieg gegen Schwarz-Weiß Essen für die 1. Hauptrunde im DFB-Pokal. Danach gab es die Erfolge gegen den Karlsruher SC und den VfB Stuttgart. Im Viertelfinale wurde die Offensivkraft von Herbert Laumen und Günter Netzer ausgeschaltet und dadurch mit einem 2:0 vor 32.000 Zuschauern Borussia Mönchengladbach bezwungen. Im Halbfinalspiel am 15. Mai 1968 konnte auch der Angriff des FC Bayern München der erst in der 90. Spielminute den Anschlusstreffer erzielte und das Spiel mit 2:1 Toren verlor, abgewehrt werden. Der Einzug in das Pokalfinale am 9. Juni 1968 im Südweststadion von Ludwigshafen stellte den Höhepunkt der sportlichen Laufbahn von Horst Christopeit dar. Daran änderte auch die 1:4-Niederlage gegen den 1. FC Köln nichts.
Zur Runde 1968/69 kam mit Theo Diegelmann vom SSV Reutlingen ein neuer Torhüter zum VfL und übernahm den Posten von Christopeit, der im Sommer 1969, nach 58 Einsätzen in der Verbandsliga und 99 Einsätzen in der Regionalliga West für den VfL Bochum, zu Preußen Münster wechselte. In Münster brachte es Christopeit in der Runde 1969/70 noch auf 7 Einsätze, bevor er seine Karriere beendete. Christopeits letztes Regionalligaspiel war das 3:3-Unentschieden der Preußen beim TSV Marl-Hüls am 30. November 1969.